# Endurance 35
 (mai 2015).
Si vous disposez d'ouvrages ou d'articles de référence ou si vous connaissez des sites web de qualité traitant du thème abordé ici, merci de compléter l'article en donnant les références utiles à sa vérifiabilité et en les liant à la section « Notes et références ».

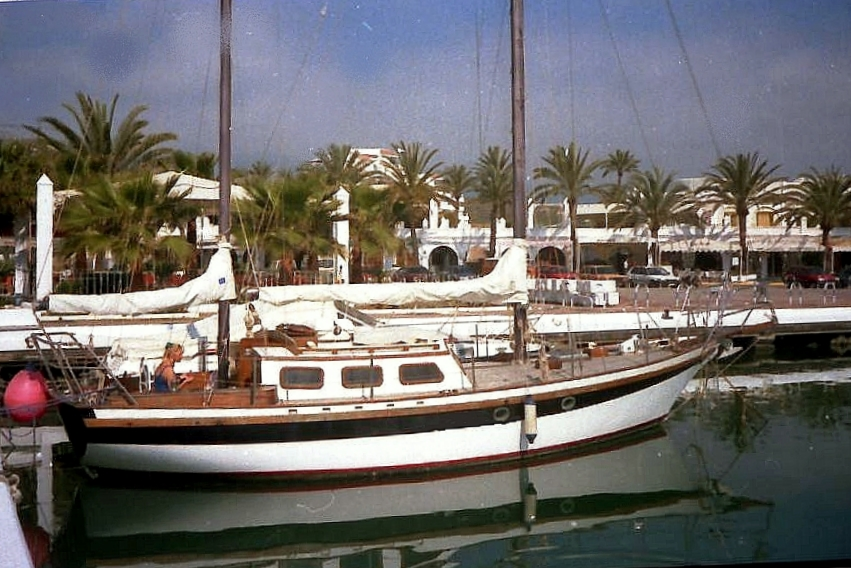

L' Endurance 35 est un voilier dessiné par l'architecte naval Peter Ibold en 1970. Il fut construit à de nombreux exemplaires à travers le monde, par différents chantiers navals et dans différents matériaux : bois, polyester (chantiers Stratimer en France, Belliure en Espagne), acier et ferro-ciment (Windboats Ltd en Angleterre, et constructions amateurs sur plan).
Des extrapolations du plan originel furent ensuite créées sur le même type : Endurance 37, 40 et 44.
Voilier à déplacement lourd et à quille longue, son comportement marin est apprécié des navigateurs au long-cours.
Il est gréé en ketch ou en côtre.